# Violet Oakley

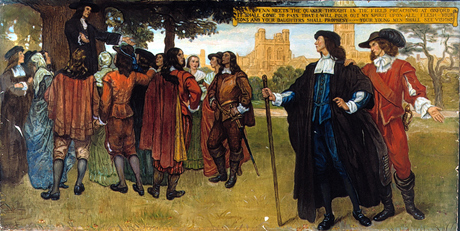
Penn meets the Quaker (Penn rencontre la Quaker), peinture murale publique de la salle de réception du gouverneur au Pennsylvania State Capitol à Harrisburg, Pennsylvanie, 1903.

Violet Oakley (10 juin 1874, Bergen Heights - 25 février 1961) est une artiste peintre et la première femme américaine à recevoir une commande publique pour une peinture murale. Dès le début du XXe siècle, elle est reconnue comme une pionnière de la décoration murale, domaine alors exclusivement réservé aux hommes. Elle excelle dans les peintures murales et les vitraux abordant des thèmes historiques ou inspirés de la littérature dans le style de la Renaissance. En 1905, elle devient la première femme à recevoir la médaille d'or de l'Académie des beaux-arts de Pennsylvanie.

## Biographie

### Premières années et formation
Originaire du New Jersey, Violet Oakley grandit dans une famille d'artistes, entourée de ses parents Edmund Oakley et Cornelia Swain. Ses deux grands-pères sont membres de la National Academy of Design.
En 1892, elle entre à l'Art Students League of New York et étudie avec James Carroll Beckwith et Irving R. Wiles. Un an plus tard, elle part pour l'Angleterre, puis pour la France, où elle étudie notamment sous la direction du peintre français Raphaël Collin. Après son retour aux États-Unis en 1896, elle étudie brièvement à la Pennsylvania Academy of the Fine Arts avant de rejoindre la célèbre classe d'illustration d'Howard Pyle à l'Institut Drexel. Elle bénéficie d'un succès précoce en tant qu'illustratrice populaire pour des magazines tels que The Century Magazine, Collier's Weekly, St. Nicholas Magazine et Woman's Home Companion.

### Carrière professionnelle
Vers 1897, Violet Oakley et sa sœur Hester louent un studio au 1523 Chestnut Street, dans le Love Building de Philadelphie. Les sœurs arrangent l'espace avec des meubles prêtés par leur mère et une combinaison d'antiquités, de tissus et de copies de peintures de vieux maîtres. L'artiste et ses proches, les artistes Elizabeth Shippen Green et Jessie Willcox Smith sont baptisés les Red Rose Girls par leur ancien professeur Howard Pyle. Un surnom comme un clin d’œil à l'auberge Red Rose de Villanova, en Pennsylvanie, dans laquelle elles résident de 1899 à 1901.
Rejoint par Henrietta Cozens, le quatuor emménage dans une maison sur le Mont Airy qu'elle rebaptise Cogslea d'après leurs quatre noms de famille (Cozens, Oakley, Green et Smith). Cogslea a été ajouté au registre national des lieux historiques en 1977 sous le nom de Violet Oakley Studio. Sa maison et son studio à Yonkers, New York, où elle a résidé par intermittence entre 1912 et 1915 est également inscrit sur le registre national des lieux historiques comme le domaine de Plashbourne.
Violet Oakley est membre de The Plastic Club à Philadelphie, une organisation créée pour promouvoir «l'art pour l'art». Parmi les autres membres figurent notamment Elenore Abbott, Jessie Willcox Smith et Elizabeth Shippen Green. Nombre de femmes ayant fondé l'organisation étaient d'anciennes étudiantes d'Howard Pyle. L'objectif de ce regroupement est de fournir un suivi professionnel tout en créant des occasions pour vendre leurs œuvres d'art
Les engagements et travaux de l'artiste sont caractéristiques du mouvement féministe de la New Woman, contribuant à militer pour une place plus égalitaire des femmes par la création d'œuvres matérialisant leurs nouvelles aspirations. Alors qu'elles entrent davantage dans la communauté des artistes, celles-ci sont notamment sollicitées pour illustrer le point de vue féminin dans les titres de presse. Les illustratrices à succès de l'époque se nomment Jennie Augusta Brownscombe, Jessie Wilcox Smith, Rose O'Neill et Elizabeth Shippen Green,.
Le style des illustrations et vitraux de Violet Oakley reflète son émulation des préraphaélites anglais. L'engagement de l'artiste à l'esthétique victorienne en plein avènement du modernisme a conduit à la baisse de sa réputation au milieu du XXe siècle.

## Engagement politique

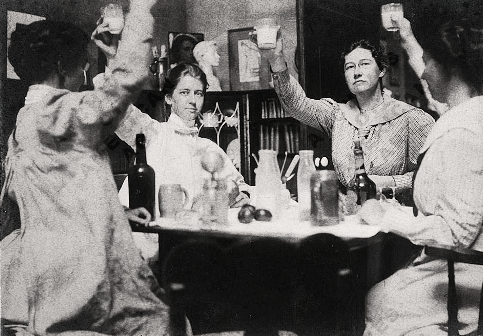
Elizabeth Shippen Green, Violet Oakley, Jessie Willcox Smith et Henrietta Cozens levant leurs verres, 1901 / Photographe non identifié. Documents de Violet Oakley, Archives of American Art, Institution Smithsonian.

Les croyances politiques de Violet Oakley ont été façonnées par le Quaker William Penn (1644-1718) dont elle représente les idéaux dans ses peintures murales au Capitole de l'État de Pennsylvanie. Elle s'engage à respecter les principes quakers du pacifisme, l'égalité des races et des sexes, la justice économique et sociale et le gouvernement international. Lorsque les États-Unis refusent de rejoindre la Société des Nations après la Grande Guerre, elle se rend à Genève et passe trois ans à dessiner les portraits des délégués de la Ligue qu'elle publie dans Law Triumphant en 1932. Elle est l'une des premières défenseures du désarmement nucléaire après la Seconde Guerre mondiale.

## Religion
Violet Oakley est élevée dans l'église épiscopale. En 1903, elle devient une étudiante dévouée de la Science Chrétienne après une importante guérison de l'asthme alors qu'elle faisait des études préparatoires pour la première série de peintures murales de Harrisburg à Florence, en Italie. En 1912, elle entre dans la Deuxième Église du Christ à Philadelphie.

## Travaux

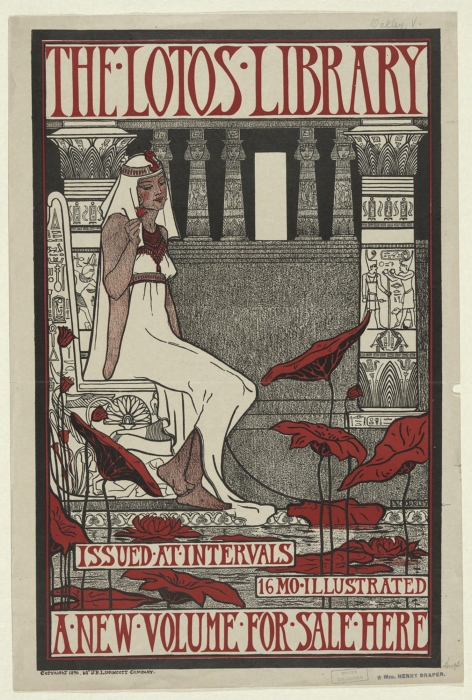
Lithographie de Violet Oakley, 1896.

Violet Oakley peint une série de 43 peintures murales dans le Pennsylvania State Capitol Building à Harrisburg pour la grande salle de réception des gouverneurs, le Sénat et la Cour suprême. À l'origine, la commande concernait uniquement les peintures murales de la Grande salle de réception du Gouverneur, sous le titre « La fondation de l'État de la liberté spirituelle ». À travers ces quatorze compositions, elle dépeint l'histoire de William Penn et la fondation de la Pennsylvanie. Elle mène des recherches approfondies sur le sujet, allant même en Angleterre. La série de peintures murales a été dévoilée dans le nouveau bâtiment du Capitole en novembre 1906, peu après l'inauguration du bâtiment. Lorsque l'artiste américaine Edwin Austin Abbey décède en 1911, elle se voit offrir l'occasion de créer les peintures murales pour le Sénat et la Cour suprême, un projet qui durera près de 16 ans.
Parmi une liste non exhaustive :
- Deux peintures murales et vitraux pour l'église All Angels, New York City, 1900
- Peintures murales pour le palais de justice du comté de Cuyahoga, Cleveland, Ohio
- Panneau pour le salon de la Maison des Anciens au Vassar College[13]
- Dix-huit panneaux muraux sur la construction deThe Building of the House of Wisdom (Maison de la Sagesse) et le dôme de vitrail pour la Charlton Yarnell House, 1910[14]. Les œuvres three lunettes, The Child and Tradition, Youth and the Arts, et Man and Science ont été depuis intégrées à la collection du Musée d'Art de Woodmere[15],[16].
- Great Women of the Bible murals (Les grandes fresques de la Bible), Première église presbytérienne à Germantown, 1945-1949
- Trois peintures murales, David et Goliath, le Christ parmi les docteurs, et Le jeune Salomon apparaissent dans la bibliothèque de Springside Chestnut Hill Academy[17]
- The Holy Experiment : A message to the World from Pennsylvania, publié par l'auteure dans une édition limitée de 1 000 exemplaires, comprend 26 planches lithographiques de l'œuvre murale de l'artiste à la Chambre du Sénat, avec un texte descriptif[18].

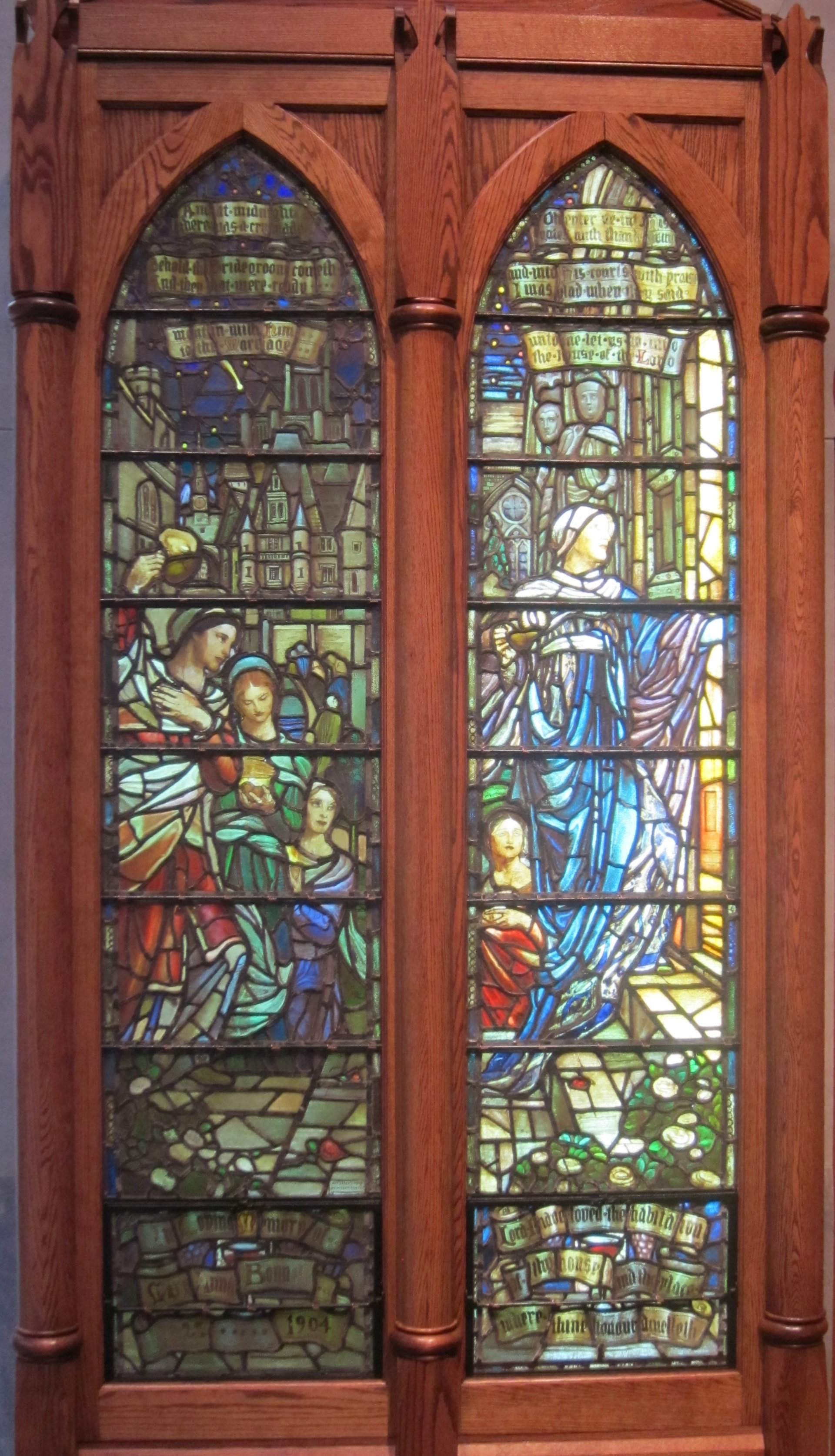
The Wise and Foolish Virgins, vitrail de Violet Oakley installé à l'Académie des beaux-arts de Pennsylvanie, 1908-1909
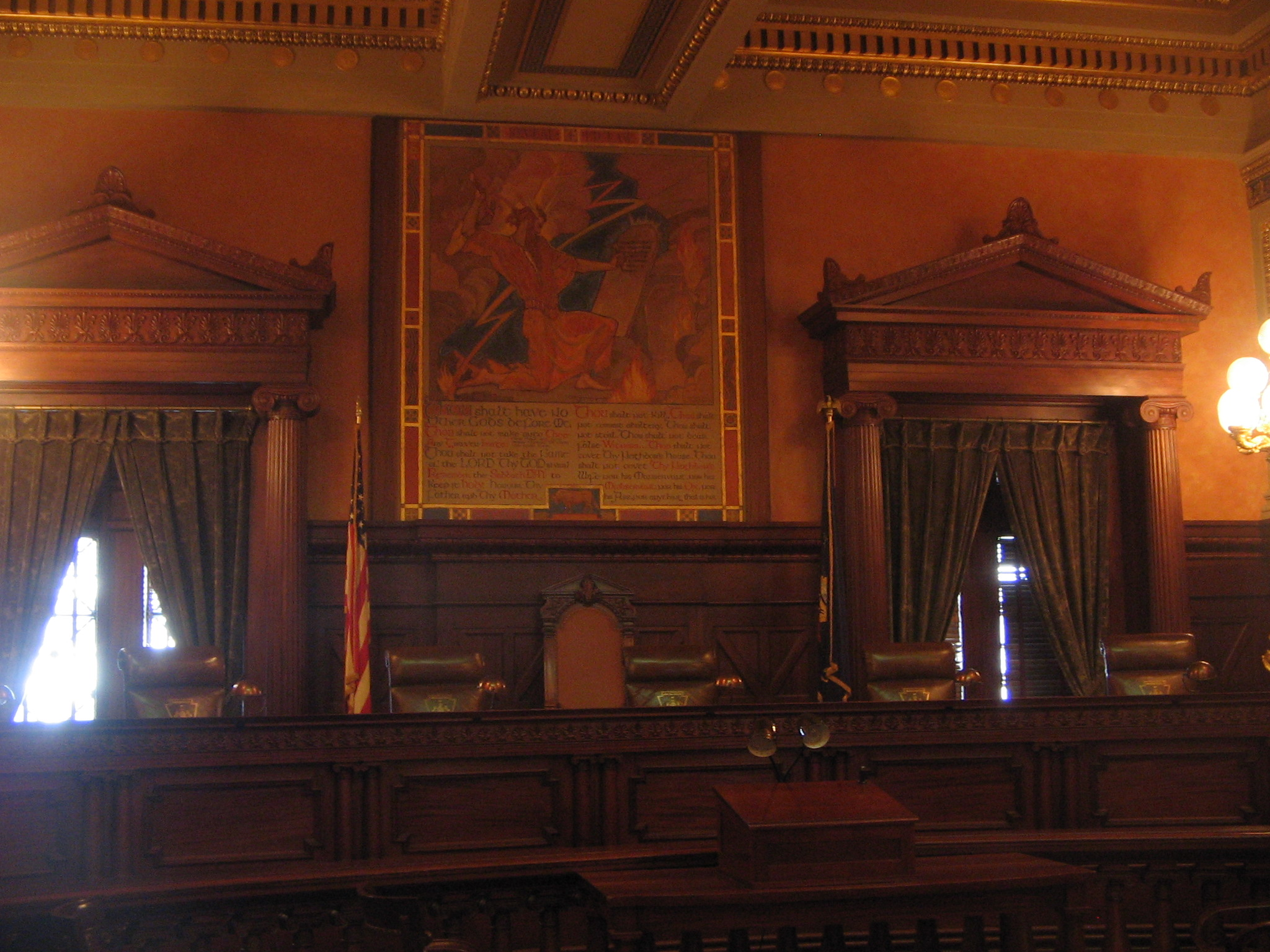
Peinture dans la chambre de la Cour suprême du Pennsylvania State Capitol à Harrisburg, Pennsylvanie, États-Unis.
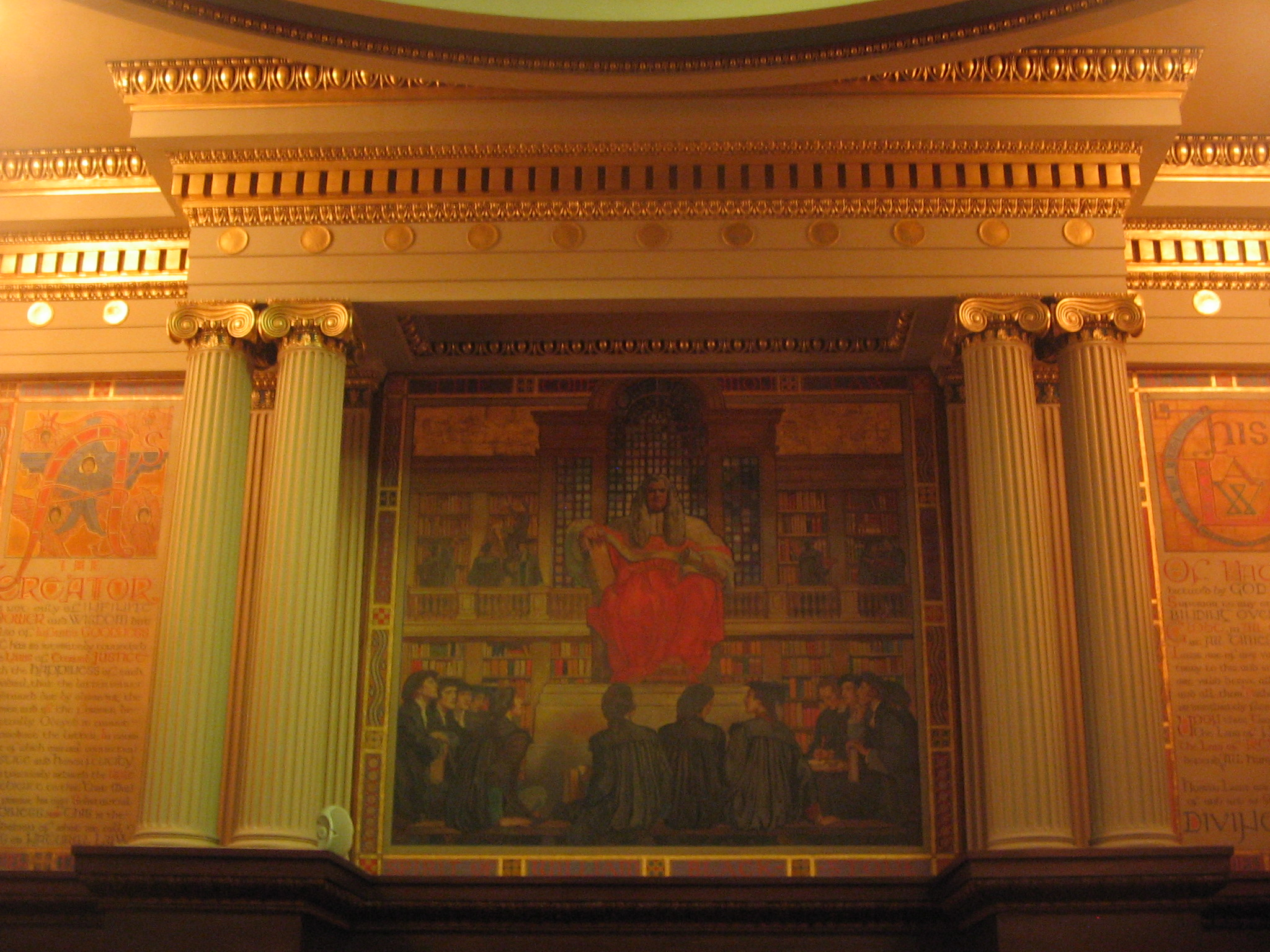
Peinture dans la chambre de la Cour suprême du Pennsylvania State Capitol à Harrisburg, Pennsylvanie, États-Unis.
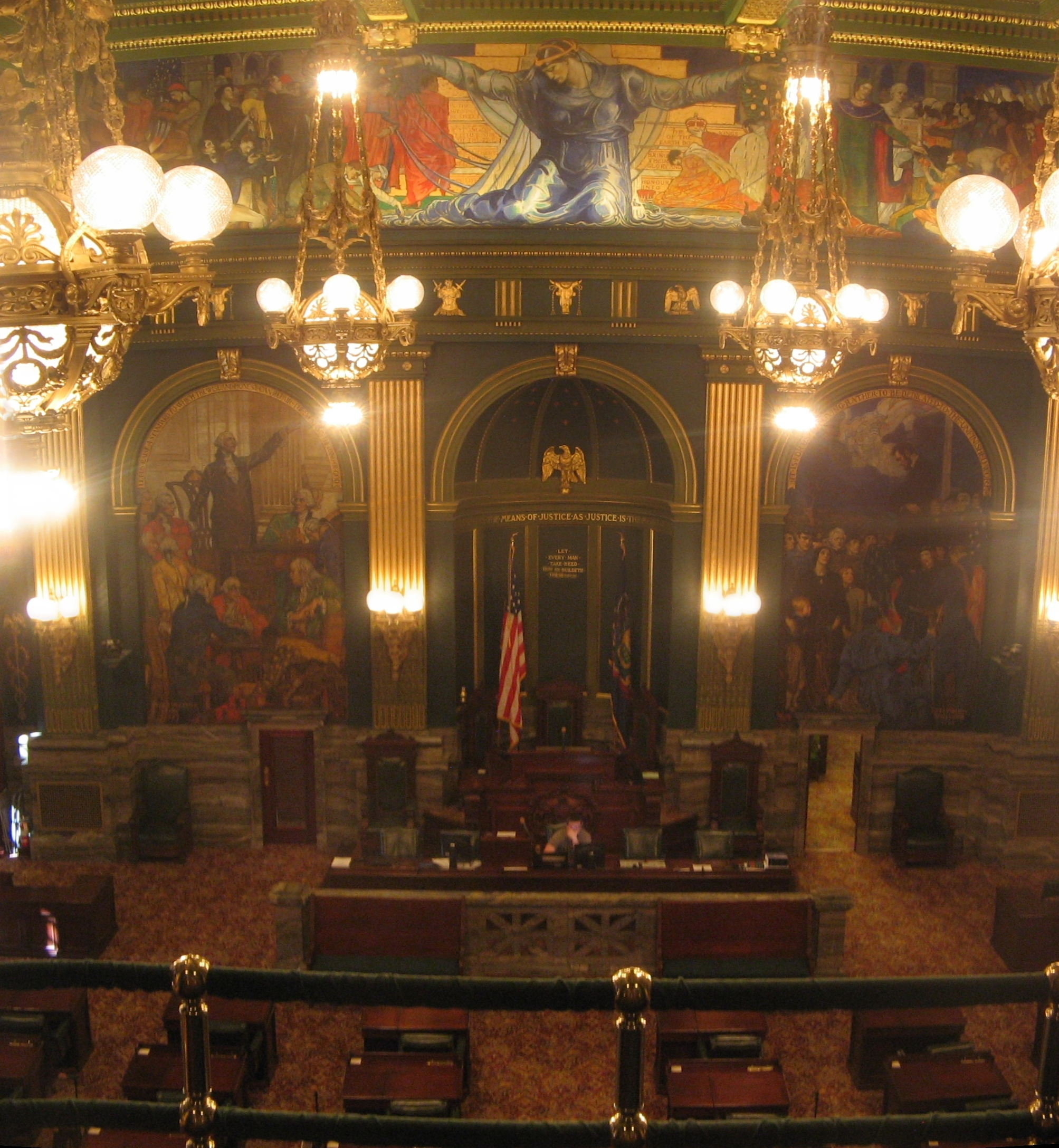
Chambre du Sénat dans le Pennsylvania State Capitol à Harrisburg, Pennsylvanie, États-Unis, vue du balcon des visiteurs.

## Distinctions
Violet Oakley a reçu de nombreuses distinctions tout au long de sa carrière, y compris un doctorat honorifique en droit de l'Institut Drexel en 1948. En 1904, lors de l'Exposition universelle à Saint-Louis, elle remporte la médaille d'or en illustration pour ses aquarelles sur L'histoire de Vashti, et la médaille d'argent en décoration murale pour ses peintures à l'église All Angels. En 1905, elle devient la première femme à recevoir la médaille d'or de l'Académie des beaux-arts de Pennsylvanie. En 1996, Violet Oakley intègre la Society of Illustrators Hall of Fame. Elle est la dernière des «Red Rose Girls» à être intronisée.

## Rétrospectives
En 1979, la première grande rétrospective autour du travail de Violet Oakley est organisée par le Philadelphia Museum of Art. En novembre 2017, l'exposition A Grand Vision : Violet Oakley and the American Renaissance, prend place au Woodmere Art Museum de Philadelphie.